# Camilla Nilsson
Camilla Margareta Nilsson (Östersund, 3 agosto 1967) è un'ex sciatrice alpina svedese.
Dopo il matrimonio assunse il cognome del coniuge e gareggiò come Camilla Bengtsson.

## Biografia
Specialista delle prove tecniche originaria di Oskarshamn, Camilla Nilsson debuttò in campo internazionale ai Mondiali juniores di Sestriere 1983, dove il 4 febbraio giunse 9ª nello slalom gigante. In Coppa del Mondo ottenne il suo primo risultato di rilievo il 16 marzo 1985 a Waterville Valley, piazzandosi 6ª in slalom speciale. Il 4 gennaio 1987 a Maribor conquistò in slalom speciale l'unico successo di carriera, nonché primo podio, in Coppa del Mondo; nella stessa stagione partecipò ai Mondiali di Crans-Montana 1987 aggiudicandosi l'8º posto nello slalom gigante, suo unico piazzamento iridato.
Il 13 dicembre 1987 a Leukerbad salì per la seconda e ultima volta sul podio in Coppa del Mondo chiudendo 2ª in slalom speciale alle spalle dell'austriaca Ida Ladstätter; ai successivi XV Giochi olimpici invernali di Calgary 1988, sua unica presenza olimpica, non completò né lo slalom gigante, né lo slalom speciale. L'ultimo piazzamento della sua carriera agonistica fu il 9º posto ottenuto nello slalom speciale di Coppa del Mondo disputato sulle nevi di casa di Åre il 18 marzo 1990.

## Palmarès

### Coppa del Mondo
- Miglior piazzamento in classifica generale: 18ª nel 1987
- 2 podi (entrambi in slalom speciale):
  - 1 vittoria
  - 1 secondo posto

#### Coppa del Mondo - vittorie
| Data           | Località | Paese      | Specialità |
| -------------- | -------- | ---------- | ---------- |
| 4 gennaio 1987 | Maribor  | Jugoslavia | SL         |

Legenda:

SL = slalom speciale

### Coppa Europa
- Miglior piazzamento in classifica generale: 10ª nel 1986

### Campionati svedesi
- 6 ori (slalom gigante, slalom speciale nel 1988; slalom gigante, slalom speciale nel 1989; supergigante, slalom gigante nel 1990)[2]